# Mont Cenis
Mont Cenis (italijansko: Moncenisio) je gorski masiv (3612 m) in cestni prelaz (2081 m) v departmaju Savoie (Francija), ini predstavlja mejo med Kotijskimi in Savojskimi Alpami.
Prelaz povezuje dolino Val-Cenis v Franciji na severozahodu, s Suso v Italiji na jugovzhodu. V srednjem veku so romarji, ki so šli skozi Moncenisio in dolino Susa prišli v Torino po cesti, ki se je imenovala Via Francigena, stara rimska cesta z začetkom v Rimu. Bil je med najbolj uporabljanimi alpskimi prelazi vse od srednjega veka do devetnajstega stoletja. Prelaz je bil del meje med državama od aneksije Savojcev do tretjega francoskega cesarstva leta od 1861 do 1947 po Pariški pogodbi, vendar je zdaj popolnoma v Franciji. Pogodba je dovolila Savoji, da ponovno pridobi svoje zgodovinske in politične meje. 
Cesta čez prelaz je bila zgrajena med letoma 1803 in 1810 po Napoleonovem naročilu. Prelaz Mont Cenis za železniški promet je bil odprt ob cesti leta 1868, vendar je bil leta 1871, ob otvoritvi železniškega predora Fréjus, ukinjen. To je bila prva železnica, ki temeljila na sistemu gorske železnice in je obratovala z angleškimi strojevodji.  Železniški predor Fréjus je dobil alternativno in geografsko napačno ime predor Mont Cenis, saj se je promet, ki je prej uporabljal prelaz Mont Cenis prenesel nanj.
Ta predor (najvišja točka je 1295 m) je 27,4 km zahodno od prelaza Mont Cenis, pod Col du Fréjus. Od Chambéryja proga poteka navzgor po dolini Isère, toda kmalu zavije skozi Arc loka ali Maurienne, prečka Saint-Jean-de-Maurienne do Modane (98,2 km od Chambérya). Predor je dolg 13 km in vodi v  Bardonecchio, kjer se pri Oulxu priključi linija iz Col de Montgenèvre.
Od tam sledi dolini Dora Riparia v Torino (103,8 km od Modane). Cesta se povzpne na dolino Arc za 25,7 km od Modane do Lanslebourga, od koder je 12.9 km do hospica in malo dlje do vrha prelaza. Spust leži po dolini Cenis do Suse (49,9 km od Modane), kjer se cesta priključi poteku železniške proge.
Jugozahodno od Mont Cenisa je Mali Mont Cenis (2184,2 m), ki leži od vršne planote (v Italiji) glavnega prelaza do doline Etache na francoskem pobočju in tako Bramansa v dolini Arc. Ta prelaz naj bi prečkal leta 1689, tako Vaudois in še nekateri avtorji, Hanibal.

## Ime
Izraz "Mont Cenis" lahko izvira od mont des cendres ("gora pepela"). V skladu s tradicijo naj bi se zaradi gozdnih požarov na tleh nabrala velika količina pepela in zato tako ime. Pot pepela je bila tudi v času gradbenih del na cesti. 

## Zgodovina
Kot prelaz v Alpah se je Mont Cenis uporabljal v več pomembnih dogodkih v zgodovini. En primer je spust Konstantina I. v Italijo, za boj proti Maksenciju. To je bila glavna pot za prečkanje Alp med Francijo in Italijo do 19. stoletja. Prelaz je bil uporabljen tudi kot glavni prehod, ki ga je prečkal Karel Veliki s svojo vojsko in napadel Lombardijo leta 773 in kasneje Napoléon I.. Prelaz je bil kraj vojaške zmage francoske vojske Alp, pod vodstvom generala Alexa Dumasa nad Piemontskimi silami v aprilu 1794, zmage, ki je omogočila francoski vojski napad na Italijo in osvojitev italijanskega polotoka. 
Ko je Kraljevina Sardinija-Piemont odstopila Savojo Franciji leta 1860, je Mont Cenis postal mejni prelaz in posledično je del Savoje ostal na italijanski strani. Zato je bil zelo utrjen kot zaščita pred invazijo na poti iz Val di Susa proti Torinu. Leta 1874-1880 je italijanska Regio Esercito (kraljeva italijanska armada) zgradila tri kamnite utrdbe: Forte Cassa, Forte Varisello in Forte Roncia, z več baterijami in fortifikacijami, kot so tiste na bližnjem vrhu Mont Malamot. Dve nadaljnji oklepni baterije, La Court in Paradiso, sta bili dodani v začetku 20. stoletja, medtem ko je fašistična vlada tu zgradila del svojega podzemnega Alpskega zidu. Vse te utrdbe so, po reviziji meje leta 1947, zdaj na francoskem ozemlju, kar je omogočilo Savoji dobiti svoje zgodovinsko ozemlje nazaj.

## Zgodovina kolesarskih dirk
Prelaz Mont Cenis je bil 5-krat del kolesarske dirke Tour de France. Razvrščen kot hors- catégorie (z najvišjim številom točk v razvrstitvi kraljevih gorskih etap) že od leta 1999. Kolesarji, ki so kot vodilni prečkali prelaz so bili :
- 1949 - Giuseppe Tacca, Francija
- 1956 - Federico Bahamontes, Španija
- 1961 - Emmanuel Busto, Francija
- 1992 - Claudio Chiappucci, Italija
- 1999 - Dimitrij Konišev, Rusija

V letu 2013 se je 15. etapa Giro d'Italia končala na prelazu.

## Zanimivost
Jardin botanique de Mont Cenis  je alpski botanični vrt.